# Aigondiceps brevicauda
Aigondiceps brevicauda is een eenoogkreeftjessoort uit de familie van de Tetragonicipitidae. De wetenschappelijke naam van de soort is voor het eerst geldig gepubliceerd in 1995 door Huys.